# Tipula (Pterelachisus) ochotana
Tipula (Pterelachisus) ochotana is een tweevleugelige uit de familie langpootmuggen (Tipulidae). De soort komt voor in het Palearctisch gebied.